# Mitrofan (Niewski)
Mitrofan, imię świeckie: Matwiej Wasiljewicz Niewski (zm. 11 maja?/23 maja 1899 w Smoleńsku) – rosyjski biskup prawosławny.

## Życiorys
Był synem kapłana prawosławnego służącego w eparchii orłowskiej. W 1857 ukończył seminarium duchowne w Orle. Jako najlepszy student w swoim roczniku został skierowany na wyższe studia teologiczne w Kijowskiej Akademii Duchownej, które ukończył w 1861 jako magister nauk teologicznych. W 1861 został zatrudniony jako wykładowca seminarium duchownego w Woroneżu. W 1863, jako mężczyzna żonaty, przyjął święcenia kapłańskie i podjął służbę duszpasterską w cerkwi Tichwińskiej Ikony Matki Bożej i św. Onufrego w Woroneżu. Od 1865 do 1866 był katechetą w gimnazjum w tym samym mieście, następnie kapelanem domowej cerkwi w siedzibie zgromadzenia szlachty. W 1868 objął stanowisko rektora seminarium duchownego w Woroneżu i rok później otrzymał godność protoprezbitera.
Po śmierci żony złożył 7 stycznia 1888 wieczyste śluby mnisze z imieniem Mitrofan, natychmiast otrzymał godność archimandryty. 14 lutego 1888 przyjął chirotonię biskupią z tytułem biskupa ładoskiego, wikariusza eparchii petersburskiej i ładoskiej. W 1890 został ordynariuszem eparchii penzeńskiej i kuźnieckiej. Po trzech latach przeniesiony do eparchii astrachańskiej, zaś w 1896 do eparchii orłowskiej. W styczniu 1899 objął katedrę smoleńską, w maju tego samego roku zmarł. Został pochowany w soborze Zaśnięcia Matki Bożej w Smoleńsku.